# Viven (bier)

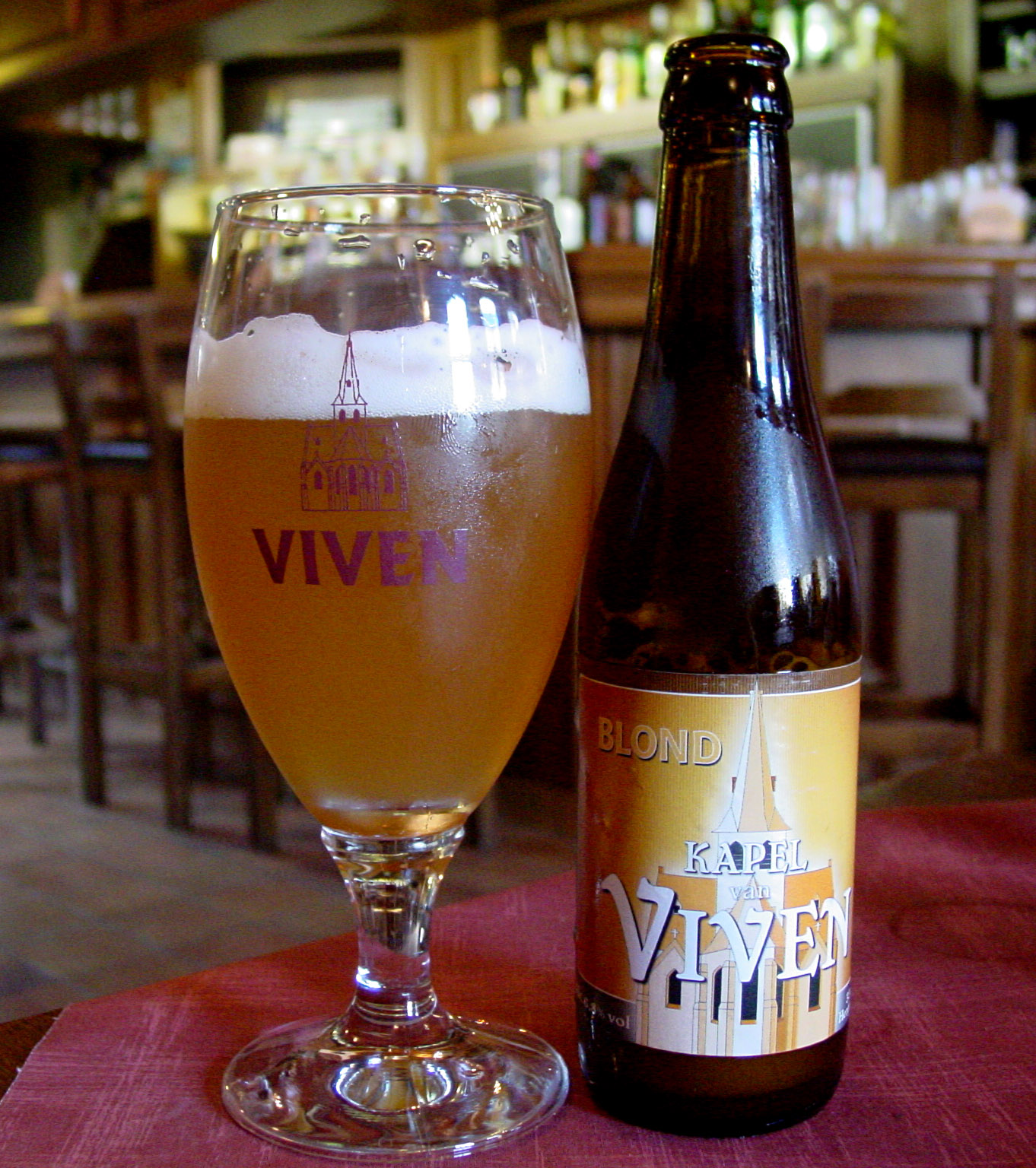
Het voormalige bier “Kapel van Viven Blond”.

Viven is een Belgisch biermerk. Het wordt gebrouwen door De Proefbrouwerij te Lochristi in opdracht van Beerdevelopment Viven uit Sijsele, een deelgemeente van de stad Damme.

## Achtergrond
In 1999 werden de eerste Viven-bieren gebrouwen onder de naam “Kapel van Viven” en “Klooster van Viven”. De namen verwijzen naar Vivenkapelle, een andere deelgemeente van Damme, waar Willy De Lobel, de oorspronkelijke brouwer, woonde. De kapel van Viven en het klooster van Viven zijn twee historische gebouwen. In 2003 stopte Willy De Lobel met het brouwen. In 2006 werden de bieren terug gelanceerd. In 2010 veranderden de namen en de etiketten en kwamen er ineens 3 nieuwe bieren bij.

## De bieren
- Viven Ale is een amberkleurige ale of Spéciale belge (hoge gisting) met een alcoholpercentage van 5%. Het bier werd gelanceerd in 2010. Datzelfde jaar kreeg het in een proeftest van Spéciale belge-bieren van Het Nieuwsblad de meeste punten.[2]
- Viven Blond is een blond bier van hoge gisting met een alcoholpercentage van 6,1%. Het bier werd in 1999 gelanceerd onder de naam Kapel van Viven. Dit had een alcoholpercentage van 6,8%. Tussen 2003, het jaar van de overname van de bierfirma, en 2006 werd het bier niet meer gebrouwen. In 2006 werd het terug op de markt gebracht als Kapel van Viven Blond.[3] In 2010 werd de naam gewijzigd in Viven Blond en het alcoholpercentage verminderd.
- Viven Bruin is een donker bier van hoge gisting met een alcoholpercentage van 6,1%. Het bier werd in 1999 gelanceerd onder de naam Klooster van Viven. Dit had een alcoholpercentage van 6,6%. Tussen 2003 en 2006 werd het niet meer gebrouwen. In 2006 kwam het terug op de markt onder de naam Kapel van Viven Bruin, nog steeds met een alcoholpercentage van 6,6%.[4] In 2009 werd ook van dit bier de naam gewijzigd in Viven Bruin. Het alcoholpercentage werd eveneens verminderd.
- Viven Imperial IPA is een oranjekleurige India Pale Ale met een alcoholpercentage van 8%. Het bier werd gelanceerd in 2010.[5]
- Viven Master IPA is een goudgeel tot oranjekleurige India Pale Ale met een alcoholpercentage van 7%. Het bier werd gelanceerd in 2015. [6]
- Viven Porter is een zeer donkere porter (stout) met een alcoholpercentage van 7%. Ook dit bier werd gelanceerd in 2010.[7]

## Prijzen
- Australian International Beer Awards 2013 – zilveren medaille in de categorie Imperial/Double IPA voor Viven Imperial IPA
- Australian International Beer Awards 2013 – zilveren medaille in de categorie Other Porter voor Viven Smoked Porter